# Шаманов, Владимир Анатольевич
Влади́мир Анато́льевич Шама́нов (род. 15 февраля 1957[…], Барнаул) — российский политический деятель. Генерал-полковник ВС РФ. Депутат Государственной думы Федерального собрания Российской Федерации VII и VIII созывов с 2016 года. Заместитель председателя комитета Государственной думы по развитию гражданского общества, вопросам общественных и религиозных объединений. Доктор технических наук.
Председатель комитета Государственной думы Федерального собрания Российской Федерации VII созыва по обороне (5 октября 2016 — 12 октября 2021). Член Высшего совета партии «Единая Россия».
Командующий Воздушно-десантными войсками (с 24 мая 2009 — 5 октября 2016 года). Генерал-полковник (2012). Герой Российской Федерации (1999). Губернатор Ульяновской области (2000—2004).
Почётный гражданин Рязанской области (2014).
Из-за аннексии Крыма и вторжения России на Украину находится под санкциями всех стран Евросоюза, США, Великобритании и других стран.

## Биография
Родился 15 февраля 1957 года в Барнауле. Детство провёл в Узбекистане в городе Гагарин Мирзачульского района Сырдарьинской обл.. Мать, Галина Евгеньевна, — многократная чемпионка Алтайского края по лыжным гонкам, лёгкой атлетике, велосипедному спорту.

## Военная карьера
- С 1974 по 1976 год — курсант 12-й роты (ВДВ) Ташкентского высшего танкового командного училища, в 1976—1978 курсант 5 роты Рязанского высшего воздушно-десантного командного дважды Краснознсмённого училища имени Ленинского комсомола, переведён в составе роты в 1976 году[9].
- В 1978 году окончил Рязанское высшее воздушно-десантное командное дважды Краснознамённое училище имени Ленинского комсомола (РВВДКУ), в 1989 году — Военную академию имени М. В. Фрунзе, в 1998 году — Военную академию Генерального штаба Вооружённых сил Российской Федерации.
- с 1978 по 1979 — командир самоходно-артиллерийского взвода отдельного самоходно-артиллерийского дивизиона 76-й гвардейской воздушно-десантной Черниговской дивизии, дислоцированной в Пскове.
- с 1979 по 1980 — командир взвода,
- с 1980 по 1984 — командир N_й роты курсантов Рязанского высшего воздушно-десантного командного дважды Краснознамённого училища имени Ленинского комсомола (РВВДКУ), которым командовал участник Великой Отечественной войны, генерал-лейтенант  Алексей Васильевич ЧИКРИЗОВ.
- с 1984 по 1986 — командир батальона 104-го гвардейского парашютно-десантного полка 76-й гвардейской воздушно-десантной Черниговской дивизии.
- с 1989 по 1990 год — заместитель командира 300-го гвардейского парашютно-десантного полка 98-й гвардейской воздушно-десантной Свирской дивизии имени 70-летия Великого Октября, дислоцированной в Кишинёве.
- с 1990 по 1994 год — командир 328-го гвардейского парашютно-десантного полка 104-й гвардейской воздушно-десантной дивизии (в 1993 полк передислоцирован из Кировабада в Ульяновск).

В 1992 году воевал в карабахском конфликте на стороне Азербайджана. Участвовал в летнем наступлении азербайджанских войск.
- с 1994 по 1995 — начальник штаба 7-й гвардейской воздушно-десантной дивизии (7 гв. вдд) город Новороссийск
- с марта 1995 — командир оперативной группы 7 гв. вдд, выполнявшей боевые задачи в Чечне.

21 мая 1995 года получил осколочное ранение.
- с октября 1995 по 1996 — заместитель командующего группировкой войск Минобороны России в Чечне и заместитель командующего 58-й армией.
- с апреля по июль 1996 года — командующий группировкой войск Минобороны России в Чечне. Именно под его командованием федеральным войскам удалось в ходе третьего штурма взять Бамут.
- с 1998 по 1999 — начальник штаба — 1-й заместитель командующего 20-й гв. общевойсковой армией Московского военного округа
- с августа 1999 по декабрь 2000 — командующий 58-й армией Северо-Кавказского военного округа, руководил операцией по ликвидации ваххабитского оплота в дагестанских сёлах Чабанмахи и Карамахи (Кадарская зона).
- с сентября 1999 года — командующий западным направлением Объединённой группировки федеральных сил на Северном Кавказе, воевавшей в Ачхой-Мартановском и Урус-Мартановском районах Чечни и принимавшей участие в боях за Грозный.

### Оценки как военачальника

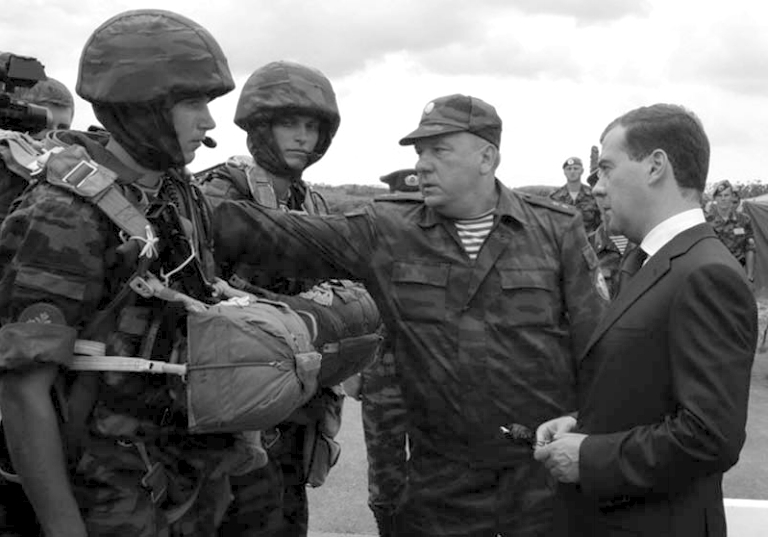
На Раевском полигоне Воздушно-десантных войск, 14 июля 2009 года.

Герой России генерал-полковник Геннадий Трошев, чьим воспитанником называл себя Шаманов, и чьим подчинённым и соратником он являлся, оставил о нём очень тёплую, хотя и с упоминанием его недостатков, характеристику в своих воспоминаниях:

Солдаты любили своего командующего, о котором уже ходили легенды.
Пресса писала о «новом генерале Ермолове». И если было в этом сравнении
преувеличение, то не такое и громадное. Западная группировка «пошла ломить
стеною», бить бандитов наотмашь…
…
Однако даже не грубость — главная его беда. Анализируя поступки и
действия этого славного генерала, я вспоминаю знаменитую теперь фразу царя
Александра III: «Мужество — есть терпение в опасности». Так вот любопытно, что Шаманов в равной степени всегда презирал и опасность, и терпение. В какой мере это повлияло на его мужество (а оно неоспоримо) — не знаю. Думаю, повлияло не в лучшую сторону.
— Геннадий Трошев. «Моя война. Чеченский дневник окопного генерала», воспоминания, книга

## Губернаторство. Работа в аппарате Правительства
В августе 2000 года В. А. Шаманов заявил о намерении баллотироваться на должность главы администрации Ульяновской области.
- 24 декабря 2000 года выиграл выборы в первом туре, получив 56,26 % голосов активных избирателей[13]. 6 января 2001 года вступил в должность губернатора (торжественная инаугурация состоялась 19 января).
- Руководил Ульяновской областью — 3 года 10 месяцев.[14]
- В ноябре 2004 года был назначен помощником Председателя Правительства РФ[15], после чего сложил с себя полномочия главы администрации и снял свою кандидатуру на выборах, назначенных на 5 декабря.[16]
- С ноября 2005 по март 2006 — помощник Председателя Правительства Российской Федерации.
- В марте 2006 года оставил должность помощника Председателя Правительства России и возглавил «Российскую Ассоциацию Героев» (РАГ).
- Спустя год работы в должности Президента РАГ — Распоряжением Президента Российской Федерации от 26.03.2007 г. № 131-рп — «за активную общественную работу по социальной поддержке ветеранов и патриотическому воспитанию молодёжи» Шаманову В. А. была объявлена благодарность.[17][18]

## Продолжение военной службы

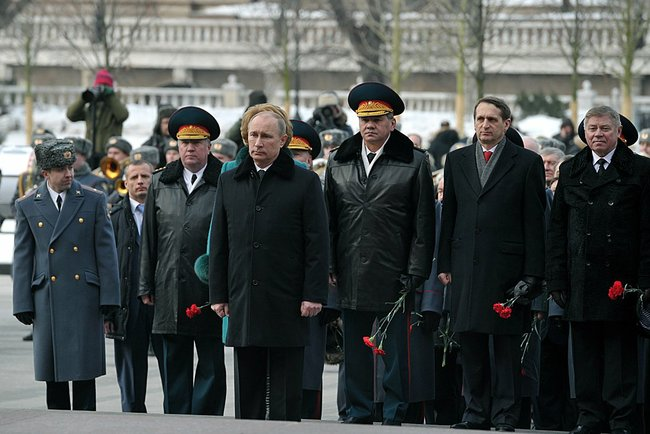
В. Шаманов с президентом России В. Путиным и министром обороны Российской Федерации С. Шойгу на возложении венков к могиле неизвестного солдата. 23 февраля 2013 года

- С 14 марта 2006 по 9 ноября 2007 — советник Министра обороны Российской Федерации.
- В марте 2007 года генерал Шаманов В. А. встретился в Белом доме с президентом США Джорджем Бушем (младшим), что вызвало шквал критики в западных СМИ и организациях защиты прав человека: «Это не тот человек, с которым президенту США стоило бы встречаться» — (HRW). Администрация Белого дома вынуждена была оправдываться за эту встречу.[19][20][21][22][23][24]
- С 9 ноября 2007 года по май 2009 — начальник Главного управления боевой подготовки и службы войск Вооружённых сил Российской Федерации.[25]
- В августе 2008 года возглавил российскую военную группировку в Абхазии[26][27], нанёсшую поражение грузинским войскам в ходе операции в Кодорском ущелье.

Даты присвоения генеральских званий:

— Гвардии генерал-майор (июль 1995).

— Гвардии генерал-лейтенант (21.02.2000).

— Генерал-полковник (30.05.2012).

Член редакционной коллегии журналов «Армейский сборник» и «Военная мысль». Кандидат социологических наук от Академии приборостроения и информатики с 1997 года.

## Командующий ВДВ России

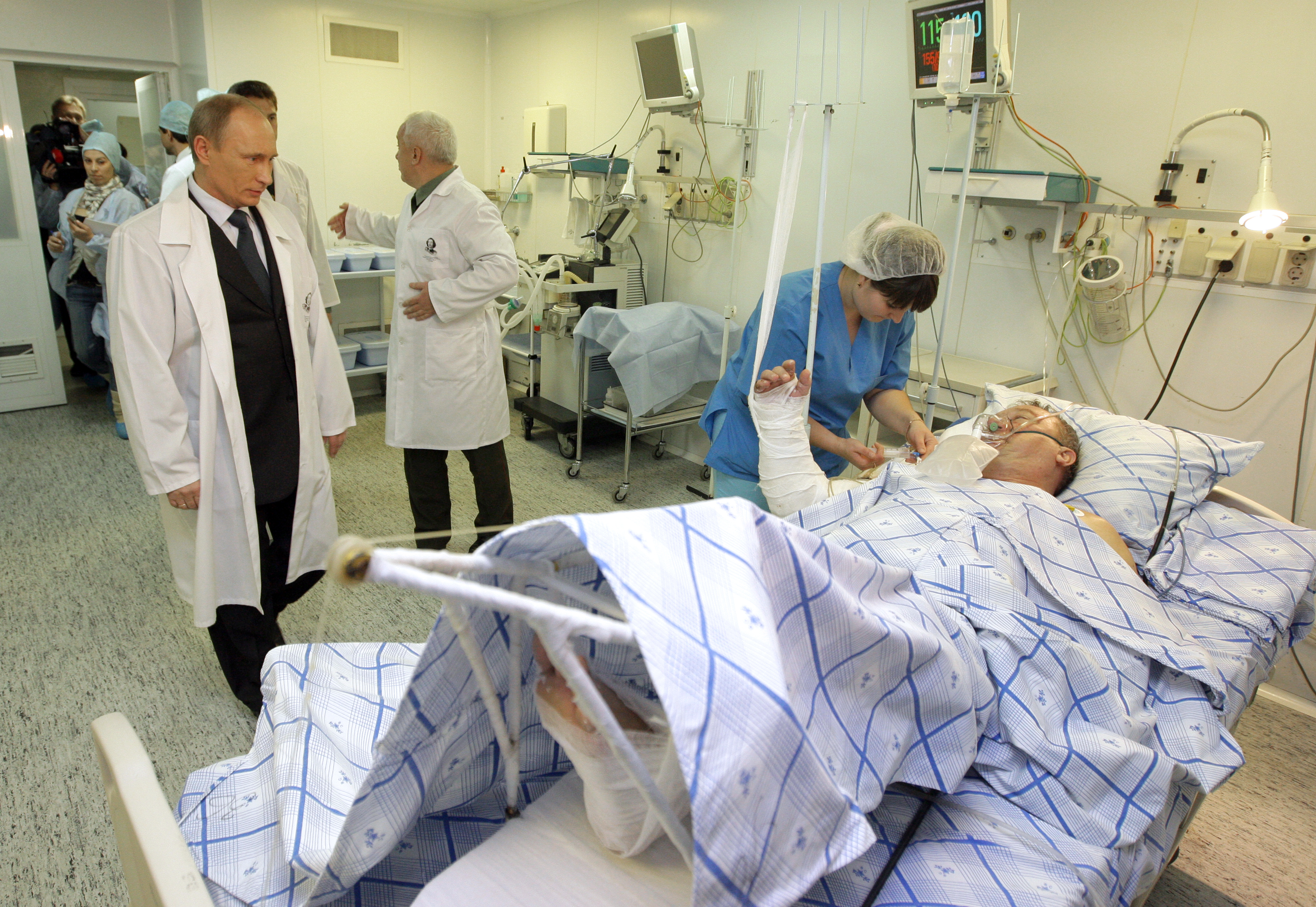
Владимир Путин посещает пострадавшего в ДТП Владимира Шаманова в госпитале им. Бурденко. 30 октября 2010 года.

С 24 мая 2009 года назначен командующим Воздушно-десантными войсками Российской Федерации (ВДВ):

стал 5-м командующим ВДВ России, занимая должность до 4 октября 2016 года.

— В связи с избранием депутатом Государственной Думы Федерального собрания Российской Федерации уволен с военной службы в запас.

30 октября 2010 в Зареченском районе города Тулы на первом километре Московского шоссе — тяжёлый грузовик МАЗ, ехавший навстречу BMW, в котором находились Владимир Шаманов и и. о. командира 106-й воздушно-десантной дивизии полковник Алексей Наумец выехал на полосу встречного движения и совершил с ним столкновение. В результате ДТП Шаманов В. А. и полковник Наумец получили травмы, водитель BMW погиб на месте. Врачи больницы Тульской области констатировали — у Шаманова «сотрясение головного мозга, перелом ноги и руки». В марте 2011 года Зареченский районный суд Тулы признал водителя МАЗа — гражданина Таджикистана Давлатшо Элбегиева виновным в нарушении правил дорожного движения и приговорил к шести годам лишения свободы в колонии-поселении.

## В Государственной думе Федерального собрания РФ
VII созыв (2016—2021)

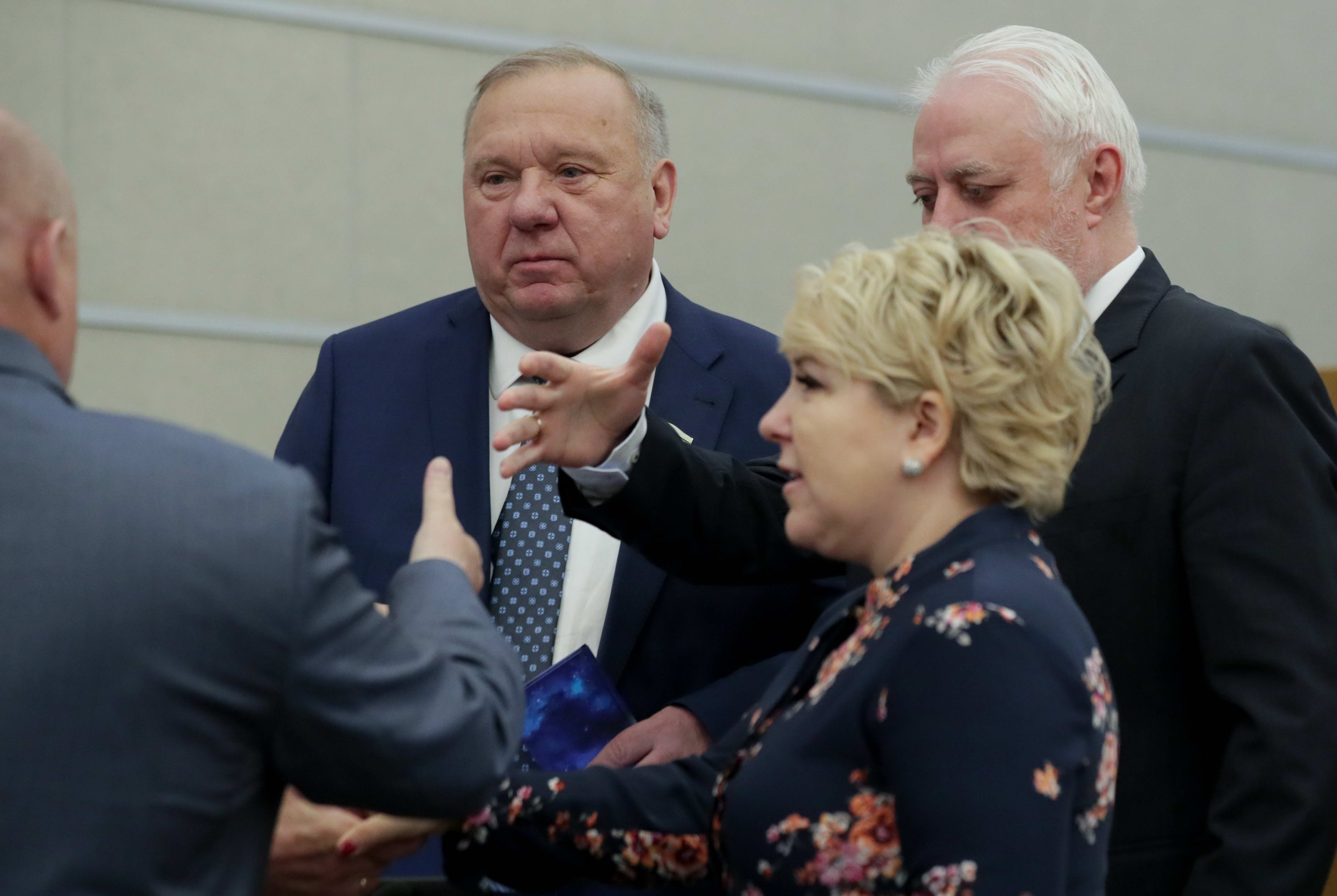
Председатель Комитета по обороне Владимир Шаманов на пленарном заседании Госдумы, 2021 год

На выборах в Госдуму 2016 года вошёл в список «Единой России» по Ульяновской области под номером один. Избран депутатом Государственной думы VII созыва. Выдвинут партией на должность председателя комитета по обороне, утверждён на данной должности.
5 октября 2016 года назначен председателем комитета ГД по обороне.
В 2018 году Шаманов являясь депутатом Государственной Думы, проголосовал за повышение пенсионного возраста.
В 2019 году главой комитета Государственной Думы по обороне заявил об игнорировании российским правительством потребностей армии и подверг критике проект закона «О федеральном бюджете на 2020 год и на плановый период 2021 и 2022 годов».
Выбран по спискам партии «Единая Россия» (№ 1) в региональной группе № 14 (Оренбургская область, Самарская область, Ульяновская область). Председатель комитета по обороне.
Соавтор 46 законодательных инициатив и поправок к проектам федеральных законов.
VIII созыв (с 2021). На выборах в Госдуму 2021 года вошёл в список «Единой России» по Республике Алтай и Алтайскому краю под номером один. Избран депутатом Государственной думы VIII созыва. Заместитель председателя комитета по развитию гражданского общества, вопросам общественных и религиозных объединений.

## Общественная деятельность
Президент «Российской ассоциации героев» — общероссийской общественной организации, объединяющей Героев Советского Союза, Героев Российской Федерации и полных кавалеров ордена Славы.
- Член Наблюдательного Совета «Союза Десантников России».
- C 2018 года — председатель совета Фонда «Мир патриотов», созданного ДОСААФ России и Российской Ассоциацией Героев.[38]
- Член Общественного совета при Следственном комитете Российской Федерации.[39]
- Сопредседатель Оргкомитета, [40]председатель Попечительского Совета Всероссийского ежегодного литературного конкурса «Герои Великой Победы»

Участвует в спортивной жизни страны в части организации состязаний в различных видах единоборств. В столице ВДВ городе Рязани ежегодно проводится «Всероссийский турнир по боксу» класса «А» — на призы Героя России экс-командующего войсками генерал-полковника Шаманова В. А.

В 2018, 2019 годах — «на призы генерал-полковника Шаманова В. А.» — в Рязани было проведено «Первенство Вооружённых сил РФ по боксу».

## Санкции
С 12 мая 2014 года Шаманов находится под санкциями стран Евросоюза — за развертывание российских воздушно-десантных сил в Крыму. 26 мая 2014 года попал в санкционные списки Черногории, Исландии, Норвегии, Албании и Лихтенштейна.
24 февраля 2022 года включён в санкционный список Канады «соратников режима» за «голосование за признание независимости так называемых республик в Донецке и Луганске».
30 сентября 2022 года, на фоне вторжения России на Украину, был внесён в санкционный список США в ответ на «фиктивные референдумы» и «аннексию территорий Украины российскими оккупационными силами». Государственный департамент отмечает что депутаты единогласно приняли закон о фейках, а некоторые депутаты сыграли ключевую роль в распространении российской дезинформации о войне.
По аналогичным основаниям находится в санкционном списке Великобритании, Швейцарии, Австралии, Украины и Новой Зеландии.

## Награды
- Герой Российской Федерации (Указ Президента от 4 декабря 1999 года) — за боевые действия в Дагестане в августе — сентябре 1999 года.
- Орден Святого Георгия IV степени № 006 (2008 год)
- Орден «За заслуги перед Отечеством» 4 степени (2024)
- Орден Александра Невского (11 октября 2018 года) — за большой вклад в укрепление российской государственности, развитие парламентаризма и активную законотворческую деятельность[58]
- Орден Мужества
- Орден «За военные заслуги»
- Орден «За службу Родине в Вооружённых Силах СССР» 3-й степени
- Благодарность Президента Российской Федерации (10 июля 2017 года) — за заслуги в развитии бюджетного и налогового законодательства, многолетнюю добросовестную работу[59]
- Благодарность Президента Российской Федерации (26 марта 2007 года) — за активную общественную работу по социальной поддержке ветеранов и патриотическому воспитанию молодёжи[60]
- Благодарность Правительства Российской Федерации (16 декабря 2019 года) — за большой вклад в развитие российского парламентаризма и активную законотворческую деятельность[61]
- Юбилейная медаль «300 лет Российскому флоту»
- Медаль «В память 850-летия Москвы»
- Юбилейная медаль «70 лет Вооружённых Сил СССР»
- Медаль «За отличие в воинской службе» 1-й степени
- Медаль «За безупречную службу» 3-й степени
- Медаль «За безупречную службу» 2-й степени
- Медаль «За безупречную службу» 1-й степени
- Медаль «За воинскую доблесть»
- Медаль «Адмирал Кузнецов»
- Медаль «200 лет Министерству обороны»
- Медаль «100 лет Военно-воздушным силам»
- Медаль «За возвращение Крыма»
- Крест «За службу на Кавказе»
- Почётный гражданин Рязанской области[62]
- Орден «За заслуги перед Республикой Дагестан» (12 сентября 2024 года) — за содействие в укреплении государственной безопасности, мужество, отвагу и самоотверженность, проявленные при защите территории Республики Дагестан от международных бандформирований в 1999 году[63]
- Почётный знак «За труд во благо земли Самарской» (3 марта 2017 года)[64]. Награждён 30 марта после выступления на форуме «Экстремизму — нет!», посвящённого массовым протестам оппозиции, на котором Шаманов заявил, что «Горбачёв и Яковлев были завербованными агентами ЦРУ», вследствие чего «мы не нуждаемся ни в каких учителях из-за бугра»[65]
- Нагрудный знак «Почётный член Всероссийской организации „БОЕВОЕ БРАТСТВО“».
- Медаль «За укрепление парламентского сотрудничества в ОДКБ» (2021 год, ОДКБ)[66].

## Инциденты, критические оценки
Во время Первой чеченской войны, чеченцы[какие?] прозвали Шаманова «второй Ермолов», ссылаясь на российского генерала Ермолова, известного своей твёрдой позицией по отношению к чеченцам во время Кавказской войны XIX века.
Асланбек Аслаханов, отставной генерал МВД и советник Владимира Путина по Чечне, назвал Шаманова «мясником» и «проклятием чеченского народа»: «Чеченцы говорят о Шаманове, как о чуме, упавшей на их головы».
Олег Орлов, директор Московского офиса «организации Мемориал» заявил: «Его подчинённые являются, безусловно, виновными в военных преступлениях, и я считаю, что серьёзное расследование показало бы прямую вину Шаманова в военных преступлениях, и так же то, что он приказывал их совершать. Он имеет серьёзные ксенофобские чувства. Он жесток, но это исходит из его чувства долга. Он признаёт это, но это не делает его деяния менее пугающими».
По некоторым заявлениям, в ходе боевых действий в Чечне Шаманов В. А. отдавал приказ запрещающий выпускать из зоны боевых действий мирных жителей, но благодаря вмешательству Аушева Р. С., последствия для мирных жителей значительно смягчились. Вместе с тем, в октябре 1999 года по приказу Шаманова В. А. был перекрыт выход беженцев из Чечни в западном направлении. Федеральные СМИ сообщили, что блокпост Кавказ откроется 29 октября 1999 года; к утру там скопились тысячи человек, но блокпост открыт не был. Вместо этого был осуществлён налёт авиации на территорию, где находились беженцы, что повлекло гибель десятков человек. Второй подобный инцидент произошёл в селе Катыр-Юрт, которое было объявлено зоной безопасности, точно так же, как пропускной пункт Кавказ. В село были допущены беженцы, но после входа туда группы боевиков оно было подвергнуто бомбардировке и обстрелу тяжёлой артиллерией; адекватных мер для обеспечения безопасности гражданских лиц при этом предпринято не было. Погибло не менее 150 человек. Этот факт был удостоверен Страсбургским судом, возложившим на Шаманова ответственность за этот эпизод. По мнению В. А. Шендеровича (в интервью радиостанции «Эхо Москвы») Шаманов при этом прямо запрещал выпускать людей, а по направлявшимся из села беженцам вёлся огонь. Вопреки некоторым российским публикациям, ссылающимся на ЕСПЧ, сам ЕСПЧ данного мнения не подтверждал, и «военным преступником» Шаманова не называл
Human Rights Watch попросила российское правительство провести расследование о роли Шаманова в зачистке Алхан-Юрта, которую HRW назвала «резнёй». По данным организации, в ходе зачистки было убито 14 человек при обстоятельствах, позволяющих говорить о внесудебном убийстве. Также сообщается, что Шаманов пригрозил расстрелять жителей Алхан-Юрта, просивших его прекратить убийства. Позже он снял с себя ответственность за нарушения во время зачистки заявив, что российские солдаты делают «священное дело». В интервью «Новой газете», данном им в июне 2000 года, Шаманов признал, что имели место некоторое случаи мародёрства со стороны российских солдат, он также заявил, что мнение о нём, как о «жестоком генерале» он рассматривает как комплимент, а также то, что он считает, что если жёны и дети боевиков не отказываются от них, значит они так или иначе связаны с бандитами, а значит могут быть уничтожены. Генерал заявил, что в Алхан-Юрте был устроен специальный коридор для выхода мирных жителей, который действовал неделю. По его мнению, те, кто им не воспользовался, сами сделали свой выбор и подвергли себя опасности быть убитыми при штурме. Тем не менее, Шаманов В. А. отверг обвинения в нарушениях прав человека в зарубежных средствах массовой информации.
В 2004 году в интервью газете «Washington Post» Шаманов отклонил обвинения назвав их «сказками», предположив, что организации по защите прав человека сами привезли в Алхан-Юрт тела и сфабриковали «мясорубку»
По мнению «European Court Rules Against Moscow», — войска, находившиеся под руководством Шаманова, также подозреваются в мародёрстве и грабительстве в других местах в ходе второй чеченской кампании, в том числе в селе Катыр-Юрт.

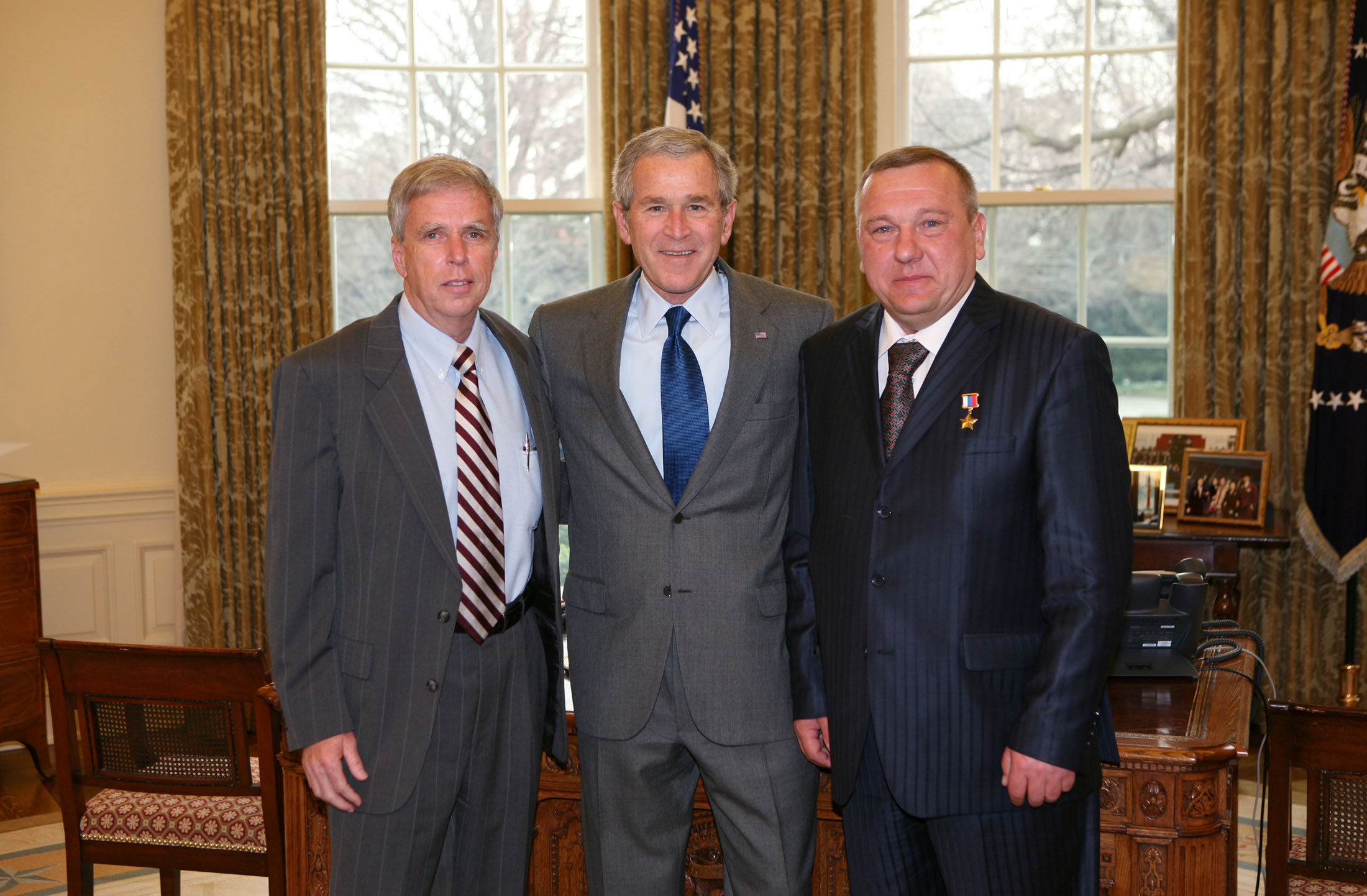
Бывший командующий ВВС США в Европе генерал Роберт Фоглсонг, президент США Джордж Буш и Владимир Шаманов.

В марте 2000 года Шаманов высказал поддержку подозреваемому в военных преступлениях полковнику Юрию Буданову, назвав его одним из своих лучших командиров. Позже он приехал в Ростов-на-Дону, чтобы защитить Буданова в ходе судебного разбирательства и выразить свою с ним солидарность. В конечном итоге, Буданов был осуждён за похищение и убийство молодой чеченской девушки Эльзы Кунгаевой, совершённом им в марте 2000 года. 21 сентября 2004 года, Шаманов В. А., состоящий в должности губернатора Ульяновской области, поддержал прошение о помиловании полковника Буданова, вызвав возмущение в Чечне.
21 сентября 2009 года в «Новой газете» были опубликованы распечатки аудиозаписей телефонных разговоров, на которых командующий ВДВ[кто?] отдаёт приказ своему подчинённому отправить две группы спецназа на перехват следователя по особо важным делам СКП по Московской области Олега Целипоткина, который поехал с обыском на завод «Спорттэк», принадлежавший зятю Шаманова, криминальному авторитету А. Храмушину (по кличке Глыба), обвинявшемуся в совершении тяжких преступлений в составе организованной преступной группы в Щёлковском районе Подмосковья и осуждённому впоследствии на 10 лет лишения свободы
В интервью Комсомольской правде В. А. Шаманов подтвердил, что обнародованный Новой газетой телефонный разговор имел место, но распечатка — это «выбранные места», причём «ловко склеенные».

В интервью корреспонденту «Комсомольской правды» В. Баранцу генерал-лейтенант В. А. Шаманов сообщил, что «Скандал вокруг него, провокация, которая готовилась специально»:

«Посылал ли генерал спецназ в помощь криминальному авторитету? Шумиха разгорелась после того, как В. А. Шаманов якобы давал команду своим спецназовцам задержать и „интернировать“ следователя, который направлялся на проверку предприятия „Спорттэк“.

Красок в эту историю добавляло то, что якобы это предприятие крышевал криминальный авторитет и зять Шаманова по кличке Глыба»— В. Баранец «Комсомольская правда»
Со слов генерала В. А. Шаманова: «стояла задача дистанцировать меня от армии. В этом, и именно в этом, я вижу цель всей этой „операции“».

«Если эта операция была заранее организована, то её результаты тоже планировалось предать огласке. Все логично. Цель совершенно очевидная — замарать В. Шаманова. Да, разговор был. Но тот, распечатка которого опубликована в газете, — это „выбранные места“ из моего разговора. Причем ловко склеенные. Там есть немало другого текста, который почему-то опустили…. ребята очень ловко настригли мой разговор»— В.А. Шаманов
Служебное разбирательство закончилось вынесением Министром обороны России А. Э. Сердюковым приказа, в котором Шаманову В. А. было объявлено предупреждение о неполном служебном соответствии. Сам Шаманов назвал это решение справедливым.

В феврале 2010 года он, не являясь процессуальным лицом, отправил на официальном бланке командующего ВДВ письмо Генеральному прокурору РФ Юрию Чайке, в котором поставил под сомнение уже вступившие в силу приговоры суда, а также причастность Храмушина (Глыбы) и его сообщников к покушению на Барченкова. За использование служебного бланка в личных целях Шаманов приказом Министра обороны РФ был снова привлечён к дисциплинарной ответственности с объявлением предупреждения о неполном служебном соответствии.

«Военно-следственное управление Следственного комитета при прокуратуре (СКП) РФ провело доследственную проверку в отношении командующего ВДВ Владимира Шаманова, уголовное дело решено не возбуждать…. В возбуждении уголовного дела в отношении Шаманова отказано за отсутствием состава преступления»— РИА Новости